# Jean Dixon
Jean Dixon (14 de julio de 1896 – 12 de febrero de 1981) fue una actriz estadounidense.

## Vida y carrera
Nacida como Jean Jacques, Dixon fue educada en Francia. Estando en ese país, estudió artes dramáticas bajo la batuta de Sarah Bernhardt. Hizo su primera aparición en los teatros de Broadway en 1926, en un melodrama llamado Wooden Kimono, y continuó actuando en las tablas hasta que se retiró de la escena. Su fino humor se hizo notable en películas y obras como June Moon (1929) de George S. Kaufman y Ring Lardner, Once in a Lifetime (1930) de Kaufman y Moss Hart y Dangerous Corner (1932), de J.B. Priestley. Su última presentación en Broadway se dio en 1960, en la obra The Gang's All Here.
Dixon hizo su debut en la pantalla gigante en 1929 en The Lady Lies, apareciendo en once películas más, incluyendo la famosa My Man Godfrey, antes de su última película, Holiday (1938), protagonizada por Edward Everett Horton, Cary Grant y Katharine Hepburn.

## Filmografía
| - The Lady Lies (1929) - The Kiss Before the Mirror (1933) - Sadie McKee (1934) - I'll Love You Always (1935) - Mister Dynamite (1935) - She Married Her Boss (1935) - To Mary - with Love (1936) - My Man Godfrey (1936) | - Magnificent Brute (1936) - You Only Live Once (1937) - Swing High, Swing Low (1937) - Joy of Living (1938) - Holiday (1938) - General Electric Theater (1956) - The Valley of Decision (1960) - Play of the Week (1960) |